# Jules-Jacques Delacroix
Pour les articles homonymes, voir Delacroix.
Jules Jacques Delacroix est un homme politique français né le 27 novembre 1807 à Chartres (Eure-et-Loir) où il est mort le 15 décembre 1888.

## Biographie
Pharmacien à Chartres, installé depuis 1833, il devient adjoint au maire en 1848, puis maire après le 4 septembre 1870. Il est révoqué de ses fonctions de maire en février 1874 par décret du président Mac-Mahon.
Il est conseiller général du canton de Chartres-Nord en 1871, dont il devient le vice-président. La même année, il est élu représentant d'Eure-et-Loir, et siège au centre gauche. Il est sénateur d'Eure-et-Loir de 1876 à 1885, inscrit au groupe de la Gauche républicaine.
Il est également président d'honneur de la Société philharmonique de Chartres, président de la commission administrative de l'hospice de Chartres, président de la commission administrative du Bureau de bienfaisance de Chartres, président de la Société de secours en médicaments gratuits de Chartres, président du Conseil des directeurs de la Caisse d'épargne de Chartres et président de la Société des Amis bienfaisants dont le siège est à Chartres.

### Hommage
- Par délibération en date du 28 décembre 1888, le conseil municipal de Chartres décide de changer l'appellation de la rue des Épars en rue Delacroix pour lui rendre hommage : « M. Delacroix, ancien maire de Chartres, ancien député à l'Assemblée nationale et ancien sénateur, décédé à Chartres, le 16 de ce mois, qui, pendant la guerre, a, par son énergie, rendu d'immenses services, non seulement à la ville, mais encore au département tout entier »[4].

## Sources
- « Jules-Jacques Delacroix », dans Adolphe Robert et Gaston Cougny, Dictionnaire des parlementaires français, Edgar Bourloton, 1889-1891 [détail de l’édition]